# Laval (Mayenne)
Laval é uma comuna francesa, capital do departamento de Mayenne (departamento), na região do Pays de la Loire. Localiza-se perto da Bretanha, onde a Normandia faz fronteira com Anjou.
A cidade, em 2016, tinha 52.3597 habitantes e é dividida em 5 bairros: Leste, Nordeste, Noroeste, Saint-Nicolas; Sul-Oeste.

## História e património
A cidade é conhecida como "Cidade da Arte e da História", devido à riqueza do seu património.
Laval desenvolveu-se a partir do século XI em torno do local rochoso onde onde se situa o seu castelo, e ao longo das margens do rio Mayenne. É o berço da Casa de Laval, uma das mais poderosas famílias da Bretanha. Os condes de Laval desenvolveram a indústria têxtil na sua cidade no século XIV e tiveram papel importante na Renascença francesa no século seguinte. A fiação de linho foi a principal atividade da cidade até ao século XX, quando a produção de leite passou a ser mais rentável.

## Educação
- École supérieure d'informatique, électronique, automatique

## Pessoas ligadas à Laval
- Alfred Jarry, (1873 - 1907), poeta, romancista e dramaturgo simbolista
- Robert Buron, (1910 - 1973), prefeito da cidade de 1971 até 1973
- Éric Boullier, (1973), engenheiro e dirigente esportivo
- Pierre-Emerick Aubameyang, (1989), futebolista

## Galeria

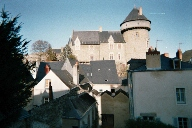
Chateau Fort Laval, o lindíssimo Castelo da Cidade.
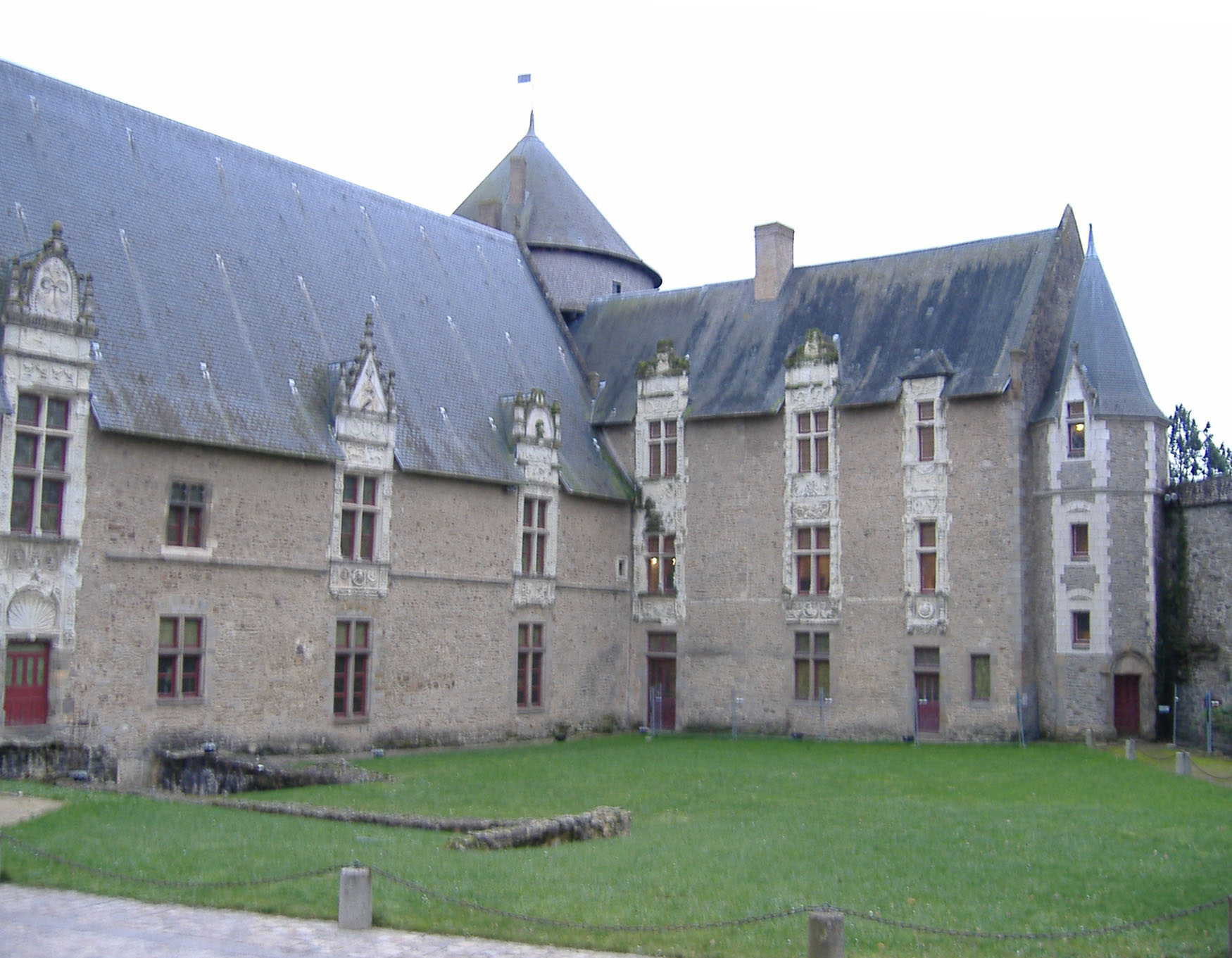
O mesmo Castelo visto do interior.

## Geminação
- Boston,  Reino Unido
- Mettmann,  Alemanha
- Garango,  Burquina Fasso
- Gandia,  Espanha
- Laval,  Canadá
- Vătava,  Roménia
- Calcídica,  Grécia